# 桃園合唱藝術節
桃園合唱藝術節（Vocal Festival In Taoyuan）為台灣桃園的一個人聲音樂節。從2018年開始每年舉行。是少數結合「合唱」與「阿卡貝拉」音樂的節慶。內容包含講座課程、比賽、音樂會、譜集出版等。2021年起「合唱大賽」與「阿卡貝拉大賽」總獎金高至100萬元整，並有「桃樂獎」來鼓勵桃園本地音樂團隊。除了邀請知名團隊參與音樂會演出之外，同時也舉辦社區交流音樂會，讓桃竹苗地區的阿卡貝拉樂團有交流的機會。

## 2023年
2023年疫情解封，以「人聲新紀元」為主題，同時久違三年的邀請了四位國際名師來臺：國際知名人聲打擊大師北村嘉一郎將於「阿卡貝拉音樂會」帶來精彩演出「Kai與好朋友的音樂會」選粹；馬來西亞瑪拉工藝大學岸本正史教授、東南亞樂譜出版社Muziksea之創辦人Marcus Lee，將共同擔任「合唱大賽」之決賽評審，三位大師也將分別於7月14日至16日在「國際大師面對面」系列講座中，分享各自的專業領域與音樂之路。另外德國著名人身打擊歌手Gabriel Hahn老師，將於7月8日至9日「名師帶領體驗課」與Voco Novo音樂總監劉郁如、新生代阿卡貝拉歌手黃晁帶領民眾體驗阿卡貝拉的樂趣與魅力。
本屆人聲競賽兩組共計34個團隊參賽，其中包含2組來自上海及廣州的團隊和1組臺港青年的組合。初賽結果已選出合唱組10團、阿卡貝拉組11團晉級參加決賽 
| 【阿卡貝拉大賽】獲獎團隊 | 【阿卡貝拉大賽】獲獎團隊 |
| ------------------------ | ------------------------ |
| 獎項                     | 團隊名稱                 |
| 第一名 金桃獎            | AISA矮薩                 |
| 第二名 銀桃獎            | Resonance留聲樂團        |
| 第三名 銅桃獎            | Dominant 7               |
| 桃樂獎                   | 從缺                     |

| 「合唱大賽」獲獎團隊 | 「合唱大賽」獲獎團隊 |
| -------------------- | -------------------- |
| 獎項                 | 團隊名稱             |
| 第一名 金桃獎        | 微光合唱團           |
| 第二名 銀桃獎        | 八角塔男聲合唱團     |
| 第三名 銅桃獎        | 逢甲大學逢甲合唱團   |
| 桃樂獎               | 新桃源樂友合唱團     |

「阿卡貝拉音樂會暨大賽頒獎」演出國際人聲由打擊大師北村嘉一郎將攜手日本鋼琴家太宰百合與薛詒丹、葉俊麟、林靖騰等三位臺灣藝術家，帶來「Kai與好朋友的音樂會」選粹；同場還有2022桃樂獎得主，內壢高中「烏龜趕火車」及阿卡貝拉大賽優勝團隊「AISA矮薩」，帶來跨越國界與世代的音樂演出。
「合唱音樂會暨大賽頒獎」邀請臺灣金獎團隊「台中室內合唱團」與音樂家冉天豪合作，演唱臺灣音樂劇選曲，展現臺灣合唱多樣風貌。緊接著2022的桃樂獎團隊「風華女聲合唱團」帶來膾炙人口的老歌演唱，最後由本年的合唱最優勝團隊「微光合唱團」演唱獲獎的作品

## 2022年
2022年桃園合唱藝術節於5月至7月期間於中壢舉辦。因應疫情期間之旅行限制，藝術節期願以音符跨越國界與疫情的「人聲遊記」為主題，推出多元人聲活動面向，活動包括30小時的教育推廣課程、4場音樂會如快閃音樂會、社區交流音樂會、阿卡貝拉音樂會與合唱音樂會，另外也舉辦「合唱大賽」、「阿卡貝拉大賽」。
2022桃園合唱藝術節，共有41團參賽，最終選出合唱組10團、阿卡貝拉組10團晉級決賽。合唱藝術節的指定曲，以鳳飛飛〈敲敲門〉、〈好好愛我〉、〈巧合〉、〈月朦朧鳥朦朧〉等4首膾炙人口的歌曲，改編成合唱與阿卡貝拉版本，賦予老歌新唱的新意義，也展現桃園豐富的音樂文化資產。
2022桃園合唱藝術節人聲競賽獲獎團隊，阿卡貝拉大賽：
第一名 金桃奬 Fantasia人聲樂團
第二名 銀桃奬 B-MAX馬克筆
第三名 銅桃奬 仕女聲
桃樂獎 烏龜趕火車
2022桃園合唱藝術節人聲競賽獲獎團隊，合唱大賽：
第一名 金桃奬 微光合唱團
第二名 銀桃奬 政大校友青年合唱團
第三名 銅桃奬 八角塔男聲合唱團
桃樂獎 風華女聲合唱團
7月9日「阿卡貝拉音樂會」演出
「尋人啟事」、110年桃樂獎得獎團隊「原聲出口」以及「阿卡貝拉大賽」優勝團隊Fantasia人聲樂團。
7月10日「合唱音樂會」演出
「台北室內合唱團」、110年桃樂獎得獎團隊「長庚大學校友合唱團」、以及「合唱大賽」優勝團隊微光合唱團。

## 2021年
2021桃園合唱藝術人聲競賽獲獎團隊，阿卡貝拉大賽：
第一名 金桃奬 Sirens守浪人
第二名 銀桃奬 純粹人聲樂團 The Pure
第三名 銅桃奬 Rock 餘溫人聲樂團
桃樂獎 原聲出口
2021桃園合唱藝術人聲競賽獲獎團隊，合唱大賽：
第一名 金桃奬 台中市內合唱團
第二名 銀桃奬 拉縴人青年合唱團
第三名 銅桃奬 淡江濤聲合唱團
桃樂獎 長庚校友合唱團
12月11日「阿卡貝拉音樂會──跨界人聲之夜」演出
國寶級南管大師王心心、Voco Novo爵諾歌手、歐開合唱團以及「阿卡貝拉大賽」優勝團隊Sirens守浪人。
12月12日「合唱音樂會──經典人聲之夜」演出
108年桃樂獎得獎者在地團隊「武陵人合唱團」、「福爾摩沙合唱團」、「幕聲合唱團」以及「合唱大賽」優勝團隊台中市內合唱團。